# That's My Boy (2012)
That's My Boy is een Amerikaanse zwarte dramedy uit 2012 met in de hoofdrol Adam Sandler en Andy Samberg. 

## Plot
Donny Berger begint in de zevende klas (Amerikaanse klassenstelsel) een relatie met zijn lerares, juf McGarricle. Als dit geheim publiek wordt, bereikt Donny beroemdheid. Enkele jaren later zoekt hij zijn rijke zoon, Han Solo Berger (Wiens naam ondertussen is veranderd naar Todd Peterson), op die op het punt staat om te gaan trouwen.

## Ontvangst
De film ontving erg slechte recensies en verloor veel geld in de bioscopen. De film was genomineerd voor acht Razzies waarvan het slechtste acteur en slechtste scenario won.

## Rolverdeling
- Adam Sandler - Donny Berger
- Andy Samberg - Todd Peterson/Han Solo Berger
- Leighton Meester - Jamie Martin
- Susan Sarandon - Mary McGarricle
- Ciara - Brie
- Vanilla Ice - zichzelf